# 230 a.C.

## Eventos
- Marco Emílio Bárbula e Marco Júnio Pera, cônsules romanos.
- Irrompe a Primeira Guerra Ilírica.